# 552

552(오백오십이)는 551보다 크고 553보다 작은 자연수다.

## 수학
- 합성수로, 그 약수는 총 16개다. (1, 2, 3, 4, 6, 8, 12, 23, 24, 46, 69, 92, 138, 184, 276, 552)
  - 552의 진약수의 합은 888이므로, 552는 과잉수다.
- 44번째 불가촉수다. 앞의 불가촉수는 540, 다음은 556이다.
- {\displaystyle 552=79+83+89+97+101+103}
  - 연속하는 소수(素數) 6개의 합으로 나타낼 수 있으며, 이 성질을 지닌 앞의 수는 522, 다음 수는 580이다.
- {\displaystyle 552=37+41+43+47+53+59+61+67+71+73}
  - 연속하는 소수(素數) 10개의 합으로 나타낼 수 있으며, 이 성질을 지닌 앞의 수는 510, 다음 수는 594다.
- {\displaystyle 552=23\times 24}
  - 연속하는 두 자연수의 곱으로 나타낼 수 있으며, 이 성질을 지닌 앞의 수는 506, 다음 수는 600이다.
- {\displaystyle 47^{2}-1}은 552로 나누어떨어진다.

## 과학
- NGC 552: 물고기자리 방향에 있는 항성.

## 교통

### 철도
- 수도권 전철 5호선 고덕역의 역번호.

### 도로
- 유럽 고속도로 552호선: 독일 뮌헨에서 오스트리아 린츠까지 이어지는 유럽 고속도로.
- 현도 제552호선

## 군사
- U-552(영어판, 독일어판): 제2차 세계 대전에 사용된 나치 독일의 군용 잠수함.

## 문화유산
- 대한민국의 보물 제552호: 자치통감강목 권19의하
- 대한민국의 사적 제552호: 장수 동촌리 고분군

## 기타
- 연도: 552년, 기원전 552년